# Life Is Strange: Before the Storm
Life Is Strange: Before the Storm је епизодична графичка авантуристичка видео-игра коју је развио Дек Најн (енгл. Deck Nine) и објавио Сквер Еникс (енгл. Square Enix). Три епизоде објављене су за Windows, PlayStation 4 и Xbox One у оквиру друге половине 2017. године, за Linux и Mac OS X у септембру 2018, а за Android и iOS ће бити објављене касније тог месеца. То је друго издање у серији игара Life Is Strange, одређено као преднаставак прве игре, усредсређујући се на шеснаестогодишњу Клои Прајс и њен однос са вршњакињом Рејчел Амбер. Игра се већином базира на одабиру у дијалозима и интеракцију са околином.
Дек Најн је почео са развојем епизода 2016. године, користећи Јунити погон игре. Ашли Бурч из оригиналне игре није давала глас Клои Прајс у Before the Storm због штрајка SAG-AFTRA, већ је поновила своју улогу у бонус епизоди, након што је штрајк окончан. Британски инди бенд Daughter написао је и извео оригиналну музику. Игра је добила генерално позитивне критике, хвалећи ликове, теме и заплет, а замерајући на аспектима попут недоследне приче, везе између главних ликова, и утицаја одлука играча при крају игре.

## Игра
Life Is Strange: Before the Storm је графичка авантура која се игра из погледа трећег лица. Играч преузима контролу над шеснаестогодишњом Клои Прајс, три године пре Life Is Strange. За разлику од претходника, игра не укључује путовање кроз време. Уместо тога, Before the Storm уводи могућност за „бактолк“ (енгл. Backtalk), који играч може искористити у позиву Клои, да изађе из одређених несигурних ситуација; „Бактолк“ такође може и погоршати ситуацију. Стабло дијалога се користи када се подстакне разговор или коментар. Повремене одлуке ће привремено или трајно мењати исходе. Интеракцијом се може променити и окружење, као што је случај са маркирањем зидова графитима.

## Прича
У свом родном граду, Аркејдија Беј (енгл. Arcadia Bay), Орегон, шеснаестогодишња Клои Прајс се прикрада на концерт који се одржава у старом млину. Унутра улази у конфликт са два човека, али их избегава након појављивања вршњакиње Рејчел Амбер, која их је успешно одвратила. Следећег дана, Клои и Рејчел поново се удружују на Блаквел академији (енгл. Blackwell Academy) и одлучују да побегну са часа, укрцавајући се на теретни воз, и тако завршавају на видиковцу. Тамо посматрају људе кроз двоглед и угледају човека и жену како се пољубе у парку, што узнемирава Рејчел. Успевају с крађом вина од локалних кампера и настављају шетњом до подручја са олупинама. Клои се супротсавља Рејчел о њеној промени расположења, али она одбија да одговори. Када Клои сретне Рејчел касније, она открива да је кроз двоглед видела свог оца, Џејмса, како вара њену мајку. Рејчел уништава породичну фотографију у канти за смеће, а онда је у налету беса шутне ногом, изазивајући шумски пожар.
Следећег дана, Клои и Рејчел добијају укор од директора Велса због бежања са часова. Клои се скрива близу депоније, где проналази стар камион за поправку. Убрзо добија позив од локалног дилера Френка Боверса, који организује виђање како би расправљао о томе што му дугује. Клои пристаје да отплати тако што ће му помоћи да украде новац од познаника Друа, који Френку дугује велику суму. Међутим, Клои сазнаје да је Дру насилно изнуђен од стране другог дилера, Дејмона Мерика, те мора да одлучи да ли ће дилеру отплатити украденим новцем или задржати новац за себе. Касније, када један студент не буде у могућности да учествује у школској позоришној продукцији „The Tempest“, због затварања путева изазваног шумским пожаром, Клои нерадо преузима улогу насупрот Рејчел. Након представе, оне одлучују да напусте Аркејдија Беј камионом са депоније, и враћају се у кућу код Рејчел да се спакују. Након конфронтације која се тамо задесила, Џејмс открива Рејчел да је жена коју је пољубио у парку њена биолошка мајка.
Рејчел од оца сазнаје да је њена биолошка мајка, Сара, зависник од дроге, и да је тог дана када је њу пољубио, одбацио Сарину молбу да се поново састане са Рејчел, након што се повукла пре више година. Клои обећава да ће пронаћи Сару, супротстављајући се Џејмсу. Клои контактира Френка, који пристаје да се нађе са њом код депоније. Она ту поправља камион пре него што Рејчел стигне. Убрзо су нападнуте од стране Дејмона, који убада Рејчел након што сазнаје да је то ћерка адвоката. Преживела повреду, Рејчел се опоравља у болници. Клои наставља потрагу тако што претражује Џејмсову канцеларију за трагове о Сари, а уместо тога открива да је Џејмс био у контакту са Дејмоном. Клои користи Џејмсов телефон како би убедила Дејмона да каже где се налази Сара, а затим сазнаје да ју је Дејмон киднаповао због уцене за новац. Она трчи ка Дејмону да га исплати, али по доласку открива да је Џејмс од њега првобитно тражио да убије Сару. Франк се појављује и улази у сукоб са Дејмоном, након чега Сара преклиње Клои да не каже Рејчел о поступцима њеног оца. Назад у болницу код Рејчел, Клои се суочава са избором: открити јој све или заштитити је од истине.

### Бонус епизода
У бонус епизоди „Farewell“, тринаестогодишња Макс Колфилд наилази на проблем како да саопшти вести Клои, да се њена породица сели у Сијетл за три дана. Оне проналазе снимак од пре пет година, у коме њих две говоре о закопаном благу. Након што пронађу мапу и орнамент на поткровљу, Макс и Клои лоцирају место на коме се налази благо, само како би Клои открила да је њен отац, Вилијам, ставио временску капсулу у металну кутију, заједно са сопственим снимком, како би се очувала. Макс може одлучити да другарици каже истину или је сакрије; без обзира на ту одлуку, планови за остатак дана су прекинути када се њена мајка, Џоис, врати кући и саопшти да Вилијам више није жив. Макс присуствује сахрани у једном од предстојећих дана, а затим директно одлази за Сијетл са родитељима, остављајући Клои у жалости.

## Развој и објављивање
Дистрибутер Сквер Еникс је за развој преднаставка игре Life Is Strange изабрао Дек Најн, након што су утисак оставили оригинални „StoryForge“ алати програмера, креирани од софтвера за сценарио и кинематографског погона. Развој је почео 2016. године, уз помоћ Сквер Еникс Лондон Студиос, коришћењем Јунити погона игре. Риана Деврис, која је на почетку учествовала у снимању покрета за Клои Прајс, дала је глас главном лику, док је оригинална глумица Ашли Бурх била консултант за писање. Бурх није поновила своју улогу због штрајка SAG-AFTRA. Када се штрајк завршио, Бурх и Хана Тел вратиле су се за бонус епизоду и улоге Клои и Макс Колфилд. Према Кајли Браун, која је глумила Рејчел Амбер, игра је током аудиција прошла кроз више радних наслова. Музика је компонована од стране британског инди фолк бенда Daughter и објављена као званични албум који је издао Гласноут Рекордс, 1. септембра 2017. Инструментација је коришћена да презентује различите стране главног лика: клавир за изолацију, електрична гитара за бунтовништво и слојевити вокали за пријатељство. Daughter је искористио сценарио и концепт-арт за инспирацију. Писци су истраживали мемоаре и психологију, како би разумели процес неразрешене туге и патње код Клои. Сценарио је састављен од 1500 страница и написан је од стране водећег писца Зака Гариса и писарнице. Први корак за бонус епизоду тицао се њеног краја и како га извести.
Пре званичне најаве, слике које су процуреле на Интернету указале су да је преднаставак игре Life Is Strange у активном развоју. Сквер Еникс је Life Is Strange: Before the Storm први пут приказао 11. јуна 2017. на Е3 сајму, саопштивши да ће игра бити објављена у три поглавља, почевши од 31. августа, за Windows, PlayStation 4 и Xbox One. Делукс издање укључује бонус поглавље „Farewell“ – са Макс Колфилд из оригиналне игре, као главног лика – три додатна комплета одеће, и Микстејп режим (енгл. Mixtape Mode), који играчима омогућава прилагођавање листе песама из музике за игру. Бонус епизода је објављена 6. марта 2018, истог дана као и физичка Limited и Vinyl издања; Limited издање садржи арт књигу и музику на CD-у, док Vinyl издање укључује музику на грамофонској плочи и, ако је унапред поручено, фигурице Клои и Рејчел – оба садрже ставке из Делукс издања, али додају и 1. епизоду оригиналне игре Life Is Strange. Ферал Интерактив је развио портове за Mac OS X и Linux, који су објављени 13. септембра 2018. Дек Најн је развио портове за Android и iOS, који ће бити објављени 29. септембра.

## Рецензија
Након сајма Е3 2017, игра Life Is Strange: Before the Storm добила је једну од награда Best of E3, сајта GamesRadar, и номинована је од сајта Hardcore Gamer за најбољу авантуристичку игру. Такође је номинована за категорије „најбоља симулација“ и „најбоља породична игра“ на Gamescom 2017 Awards догађају. Игра је, према сајту Metacritic, примила генерално позитивне критике. Критичари су похвалили ликове, теме и заплет, али замерили на недоследној причи, вези између главних ликова, и утицају одлука играча при крају игре.
The Game Awards 2017 номиновао је Life Is Strange: Before the Storm у категорији утицајних игара. Golden Joystick Awards 2017 је номиновао игру за најбољи звук и за најбољи перформанс од Кајли Браун. На додели награда за авантуристичке игре 2017, сајта Game Informer, освојила је прво место за најбољу музику и за најемотивнији моменат (Клои и Рејчел у школској представи The Tempest), док је заузела друго место за најбољу авантуристичку игру године у категорији избора читалаца. На сајту Eurogamer заузела је 16. место на топ 50 листи игара 2017. Номинована је за награду „Matthew Crump Cultural Innovation Award“ на SXSW Gaming Awards 2018, и за „игру изнад забаве“ на 14. додели од British Academy Games Awards. Игра је освојила награду за „колекцију песама“ на NAVGTR Awards 2018, док је номинована у категоријама „игра, франшиза, авантура“ и „писање у драми“. На Webby Awards 2018 освојила је награду гласа народа, и то за „Best Writing“ и за „Public Service & Activism“, док је номинована за категорију „Strategy/Simulation“. Изабрана је за „игру године“ и игру са „најзначајнијим утицајем“ на Games for Change Awards 2018, уз номинацију за „Best Gameplay“. 2018. године, Ivor Novello Awards номиновао је игру за „најбољу оригиналну музику“.
Критичари су већином похвалили прву епизоду игре, Аwаке, и то за развој ликова Клои Прајс и Рејчел Амбер. Џереми Пиплс са сајта Hardcore Gamer уочио је Клои и њено понашање као „драго и нежно“ и приметио да је њена личност осликана у више слојева. Сем Лувриџ (сајт Games Radar) написала је да је Рејчел била највише аутентичан лик, због „утемељеног“ дијалога. Упркос томе што је у почетку потценио Клои због „њеног истог, тешког борбеног ја“, Metro је увидео колико она ескалира због губитка оца. Кимберли Волис са сајта Game Informer изнела је мишљење како је млађа верзија Клои донела „наивност и рањивост“, вредну симпатије. Насупрот томе, речено је да се веза између потенцијалних људи формирала „неприродном брзином“. Пиплс и Лувриџ фаворизовали су „бактолк“ функцију игре, док су Metro и Волис мање марили за исту.
Рецензенти су другу епизоду, Brave New World, пронашли као бољу од прве или пак једну од најбољих у читавој серији. Metro је похвалио како су одлуке направиле разлику са „дубоким ефектом“ на карактер ликова, док је Ози Мехија (сајт Shacknews) уживао у „истинском расту“ Клои у контрасту са њеним „ватреним духом“. Џо Џуба са сајта Game Informer прогласио је континуирану спознају карактера „највећом снагом“. Међутим, највећа замерка Џубе одражавала је Волисино ругање на „присиљен“ начин на који су Клои и Рејчел постали пријатељи. Брет Македонски, који пише за Destructoid, изнео је мишљење о томе да је излагање ликова одрађено „са сјајним ефектом“. Највише примећени су моменти током школске представе The Tempest, за које је Metro рекао да су њихови омиљени, Мехија истакао да су „једни од најсмешнијих“ у Before the Storm, и Џуба изложио да представљају кулминацију свих претходних одлука. Metro је искритиковао сценарио због „неуједначености“ и осудио гласове карактера. Мехија је осетио да је требало употпунити завршетак епизоде, рекавши да је крај „помало издужен“, иако је импресиониран опцијом „бактолк“.
Metro и Пиплс сложили су се да је трећа епизода, Hell Is Empty, најемотивнија у целој сезони. Ток приче је похваљен као искрен и аутентичан, док је Волис истакла да су приказане нове стране споредних ликова; обратно, Македонски је критиковао што је један споредни лик са врло мало развоја постао примарни антагонист. Иако је Metro увидео помало неуједначен дијалог и гласове карактера, Пиплс је нагласио како су глумци показали „сјајну хемију“. Metro је однос између Рејчел и Клои посматрао као „најмање упечатљив“ аспект приче; Волис је њихове „нежне моменте“ видела као најбољи део епизоде; Македонски се осврнуо на „њихову борбу, узајамно бекство и жртвовање“ и дошао до закључка да је пружено више него довољно. Рецензенти су генерално одобрили начин на који се игра окончала. Волис је крај прогласила „узбудљивим и изненађујућим“, док га је Metro назвао „подједнако земљотресним као у првој игри.“